# Philip Dickmans

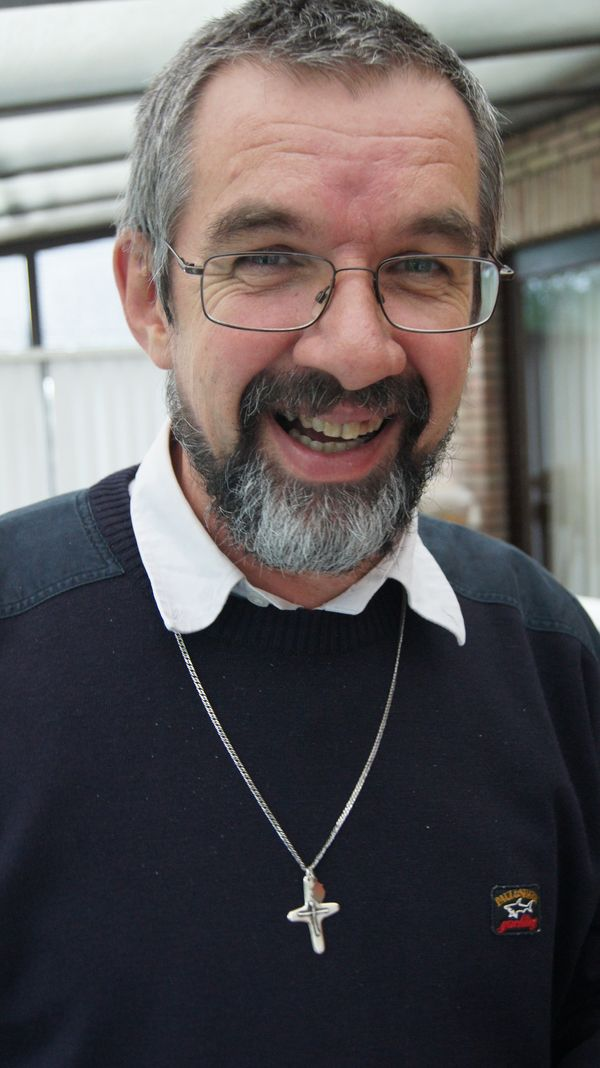
Philip Dickmans

Philip E. R. Dickmans (* 4. Januar 1963 in Herk-de-Stad, Provinz Limburg, Belgien) ist ein belgischer Geistlicher und römisch-katholischer Bischof von Miracema do Tocantins in Brasilien.

## Leben
Philip Dickmans wurde am 4. April 1990 zum Diakon geweiht. Er empfing am 30. September 1990 durch den Bischof von Hasselt, Paul Schruers, das Sakrament der Priesterweihe.
Am 21. Mai 2008 ernannte ihn Papst Benedikt XVI. zum Bischof von Miracema do Tocantins. Der Erzbischof von Palmas, Alberto Taveira Corrêa, spendete ihm am 15. August desselben Jahres die Bischofsweihe; Mitkonsekratoren waren der Bischof von Porto Nacional, Geraldo Vieira Gusmão, und der Bischof von Hasselt, Patrick Hoogmartens, sowie der Erzbischof von Posen, Stanisław Gądecki.